# Branta ruficollis

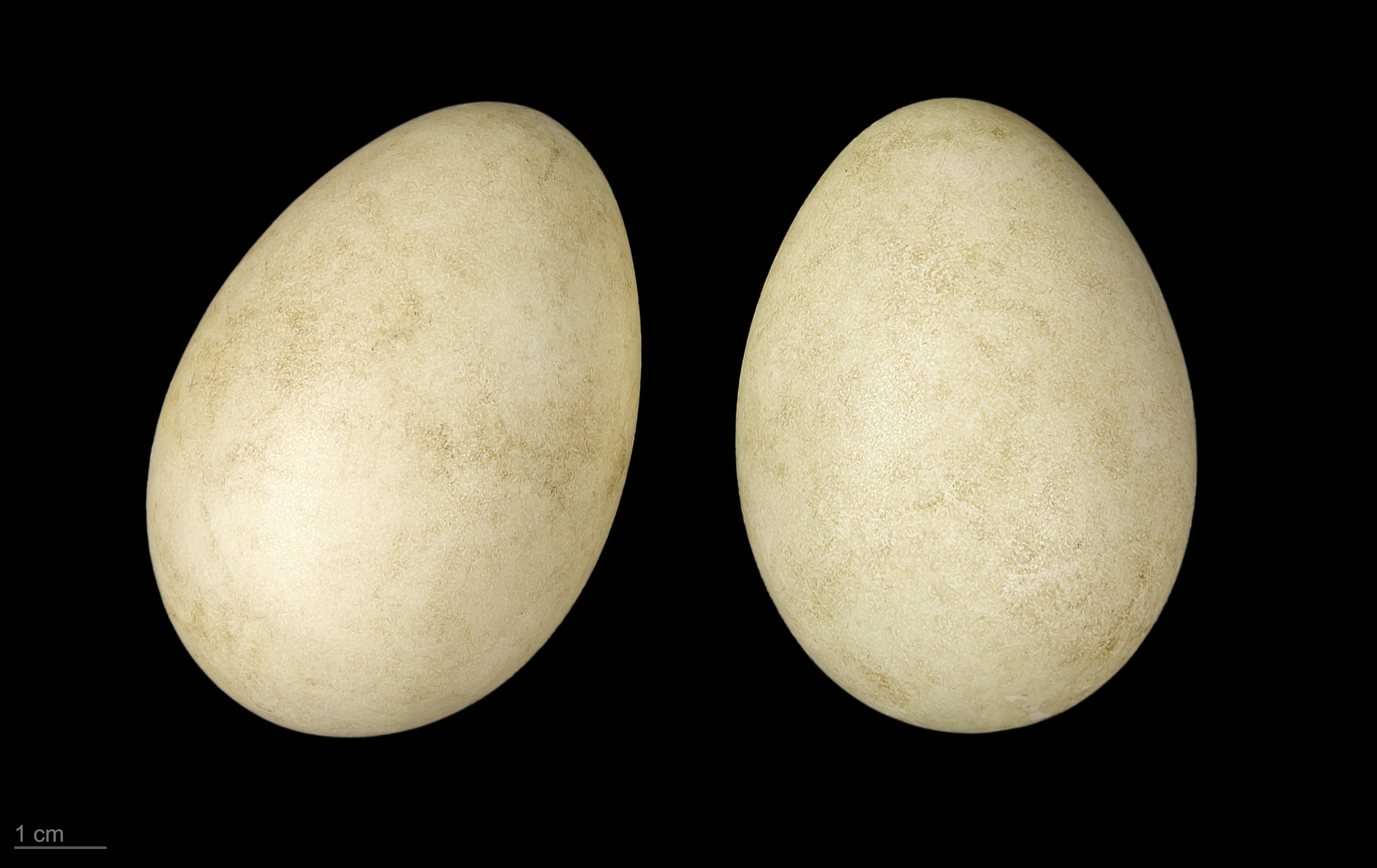
Branta ruficollis

L'oca collorosso (Branta ruficollis, Pallas 1769) è un'oca del genere Branta. Viene talvolta separata in un genere a parte, Rufibrenta, ma sembra abbastanza imparentata con l'oca colombaccio (Branta bernicla) da rendere inappropriata questa divisione, nonostante il suo diverso aspetto.

## Descrizione
Oca di piccole dimensioni, misura mediamente 50–55 cm di lunghezza; non presenta dimorfismo sessuale, il piumaggio è una combinazione di tre colori: rosso mattone, bianco e nero; il petto è rosso; i fianchi, il dorso e il ventre sono neri, la coda è in prevalenza bianca con inserimenti di nero, le penne della coda sono nere, il collo è rosso nella parte frontale e nero nella parte posteriore, le due colorazioni sono divise da una bordatura bianca, guance rosse, contorno occhi e nuca neri, mascella bianca. Il becco molto corto è nero, mentre le zampe sono grigio piombo. Negli esemplari giovani, il piumaggio ha una colorazione meno marcata, meno cupa.
Tutte le specie del genere Branta si distinguono per la colorazione generale grigio scura e ogni specie presenta una propria distribuzione di zone bianche più o meno candide, fatto che le distingue dalle oche grigie del genere Anser. Questa specie è inconfondibile, ma risulta stranamente difficile individuarla in mezzo alle oche colombaccio a causa delle sue piccole dimensioni. A grande distanza anche le zone rosse tendono ad apparire nere, persino viste dal davanti.

## Distribuzione e habitat
L'oca collorosso è originaria della Siberia, nidifica nell'Europa artica, spesso vicino ai nidi dei grandi uccelli da preda, come i falchi pellegrini. Questo aiuta a proteggere queste piccole oche dai predatori, come la volpe artica. Sverna nell'Europa sudorientale. È una rara visitatrice della Gran Bretagna e di altre aree dell'Europa occidentale, dove questi insoliti uccelli vengono talvolta trovati in compagnia degli stormi di oche colombaccio. Predilige i corsi d'acqua riparati da fitta vegetazione.

## Alimentazione
Si ciba prevalentemente di erbe, granaglie e sementi.

## Riproduzione
Si tratta di un'oca monogama. Infatti la coppia, una volta formatasi, rimarrà insieme per tutta la vita. Il nido posto su di un avvallamento è costruito con steli di erba e piumino. La femmina vi depone mediamente 4-5 uova che coverà all'incirca un mese; durante questo periodo il maschio sorveglierà il nido. Dopo la schiusa i piccoli seguono i genitori in acqua che li conducono alla ricerca di cibo.

## Conservazione
L'oca collorosso è una delle specie protette dall'Agreement on the Conservation of African-Eurasian Migratory Waterbirds (AEWA). Veniva considerata come specie vulnerabile dalla IUCN. Oltre l'80% della popolazione si raduna durante l'inverno in soli cinque siti, nei pressi di aree di foraggiamento minacciate dai cambiamenti nell'utilizzo del suolo. Inoltre, negli ultimi decenni c'è stato un notevole declino nel numero della popolazione. Siccome in questa specie - come in altre oche artiche - non è chiaro il meccanismo delle fluttuazioni della popolazione conosciuta e le sue prospettive future sembrano volgere al peggio, l'oca collorosso è passata da specie a rischio minimo a specie in pericolo nella Lista Rossa della IUCN del 2007.